# 高明駿
高明駿（1964年4月27日—），臺灣男歌手，在緬甸出生。

## 經歷
1987年，還在臺灣藝專（現在的國立臺灣藝術大學）就讀電影專業時，他便展露出對演唱藝術的天賦，這一年他與一家唱片公司簽約。推出了首張名為《年輕的喝采》個人演唱專輯。
1988年，在臺灣發行首張專輯《年輕的喝采》，曾和陳艾湄合唱《誰說我不在乎》，和王馨平合唱《今生註定》，後來從事泰式料理。
1991年，他首次到中國的北京作電視直播表演，之後的1992年、1993年斷斷續續往返北京和台北。
1997年，高明駿到北京住了比較長的時間。因忙於參加兩部電影的拍攝工作和在臺北投資、經營幾家餐館，再加上妻子陳俐呈懷孕，並生下兒子高寰宇。5年以來，高明駿只是在網路上創作完成了《翅膀》和《雙眼》兩首歌曲。
2000年後，他定居北京，從事音樂創作和演出之餘，他看到北京餐飲業市場有著很大的潛力，於是與幾位多年相識的朋友一起合作，投資一家餐廳。2000年3月，在北京市朝陽區三里屯開辦起這家泰式風味的餐廳。
2001年4月，高明駿將妻子和兒子從臺北接到北京。經朋友介紹，在北京市朝陽區望京新城租借了一套公寓，算是把家安置在這裡。
2001年6月底，高明駿應邀參加了中央電視臺在北京大學舉辦的《同一首歌》文藝演出。隨後他又加盟了北京電視臺在北方交通大學舉辦的《公益歌曲大擂臺》演出。
2010年9月，高明駿因吸食大麻被拘留五天，拘留期滿後發表道歉聲明。
2013年，參加臺灣電視公司的除夕特別節目《2013超級巨星紅白藝能大賞》，和王馨平搭擋演唱《別問我是誰》、《年輕的喝采》、《今生註定》。
2013年，參加安徽衛視綜藝節目《我為歌狂》。

## 音樂專輯
- 1988年《年輕的喝采 來自異域的男孩》
- 1989年《我獨自在風雨中》
- 1989年《叢林男孩》
- 1990年《誰說我不在乎》
- 1991年《今夜讓我夢中有你》
- 1993年《透過你的雙眼》
- 1993年 精選專輯1《年輕的喝采》
- 1993年 精選專輯2《那種心跳的感覺》
- 1994年《話說從頭》
- 1995年《約在某一天》
- 1995年《我不哭 也不覺得苦》

## 電影
- 1989年《壯志豪情》
- 1993年《黑皮鞋與白布鞋》
- 1993年《五魁》；
- 1997年《雨狗》
- 1998年《果醬》；
- 2000年《想死趁現在》
- 2001年《愛你愛我》

## 電視劇
- 《台北愛情故事》
- 《春光燦爛豬八戒》
- 《餐廳》
- 《老婆大人俱樂部》